# بترون
بترون هي قرية لبنانية من قرى قضاء الكورة في محافظة الشمال.

## طالع
- شاطىء البترون